# Ytri-Selbunga
Ytri-Selbunga är en kulle i republiken Island. Den ligger i regionen Norðurland eystra, 270 km nordost om huvudstaden Reykjavík. Toppen på Ytri-Selbunga är 371 meter över havet, eller 62 meter över den omgivande terrängen. Bredden vid basen är 3,1 km.
Trakten runt Ytri-Selbunga är nära nog obefolkad, med mindre än två invånare per kvadratkilometer. Närmaste större samhälle är Laugar, omkring 15 kilometer nordväst om Ytri-Selbunga. Trakten runt Ytri-Selbunga består i huvudsak av gräsmarker.